# Charles Bonnefon

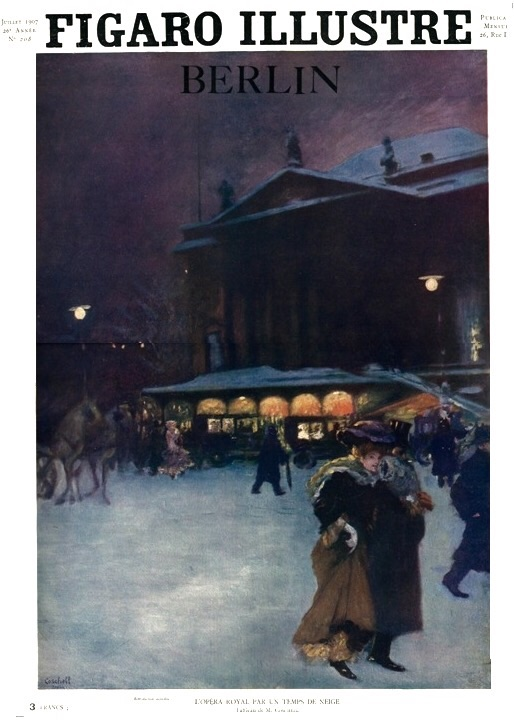
Sondernummer des Figaro mit Abbildungen von Moritz Coschell (1907)

Charles Bonnefon (* 5. Oktober 1871 in Alès; † 7. Mai 1935 in Cannes) war ein französischer Journalist, Philosoph, Historiker und Literaturwissenschaftler, der vor dem Ersten Weltkrieg als Korrespondent in Berlin tätig war und die politischen und kulturellen Strömungen aus dem Blickwinkel Frankreichs betrachtete.

## Leben

### Kindheit und Ausbildung
Hector Jules Charles Bonnefon wurde in Alès als Sohn von Dr. theol. Daniel Bonnefon (1832–1898) und Anna Suzanne, geb. Craponne, geboren. Sein Vater Daniel war reformierter Pastor, der am 14. Januar 1858 nach Alès gekommen war und eine Gemeinde übernommen hatte, zunächst auswärts, dann in Alès selbst. Nach den Unterlagen der Gemeinde, der er 40 Jahre vorstand, starb er am 11. April 1898 im Alter von 66 Jahren; er hinterließ sechs Kinder.
Charles studierte zunächst wie sein Vater Theologie in Montauban. Er promovierte am 5. Juli 1894 an der protestantischen theologischen Fakultät von Paris bei dem Elsässer Frédéric Auguste Lichtenberger (1832–1899) mit der Arbeit Essai sur les fondements psychologiques de la morale chrétienne (Über die psychologischen Grundlagen der christlichen Moral). 1894 ging er nach Göttingen, unter anderem mit dem festen Vorsatz, die französisch-deutschen Beziehungen zu verbessern. Schon nach einem halben Jahr habe er bemerkt, dass ihm das nicht gelingen werde. Seine erste „kalte Dusche“, so erzählte er, bekam er, als anlässlich eines Abendessens der preußische Hausherr vor versammelter Mannschaft erklärte, dass das Deutsche Reich niemals, niemals Elsaß-Lothringen an Frankreich zurückgeben werde, worauf er entgegnet habe: „Wir fordern es nicht, aber die Zukunft gehört niemandem“. Anschließend ging er als Korrespondent nach Berlin.

### Berlin
Zwanzig Jahre, bis zum Ausbruch des Ersten Weltkrieges, lebte Bonnefon als Korrespondent des Écho de Paris und des Figaro in Berlin. Er war ein großer Kenner der Berliner Kulturszene und veröffentlichte dazu Berichte mit einem differenzierten Insiderwissen. Als er zusammen mit dem in Berlin lebenden Wiener Kunstmaler Moritz Coschell eine Sondernummer des Figaro 1907 über Berlin gestaltete, hatte er über die turbulenten Jahre der Gründerzeit und der Jahrhundertwende in seiner Funktion die Berliner Gesellschaft über fünfzehn Jahre genau kennengelernt. Diese Außensicht auf Berlin war geprägt von einer Neigung zu einem Teil der deutschen Kultur, möglicherweise auf seinem protestantischen Hintergrund, bei gleichzeitiger Verachtung des Militarismus und der Unterwürfigkeit der Deutschen. Das Literarische Echo, Halbmonatsschrift für Literaturfreunde schreibt 1911, dass Charles Bonnefon, der Berliner Korrespondent des Figaro, sehr viel zu einem vernünftigeren Urteil der Franzosen über deutsche Verhältnisse beigetragen habe. Bonnefon wohnte zuerst in der Maierottostraße 6, dann im Hansaviertel in der Claudiusstraße 3. Im Text im Figaro wird hellsichtig das Sendungsbewusstsein und das „Überlegenheitsgefühl der germanischen Rasse“ herausgestellt, das den Antisemitismus vorwegnimmt. Dabei waren die Protagonisten der Berliner Gesellschaft zu einem großen Teil Juden. Die Schrift vermittelt ein Berliner Sittenbild des frühen 20. Jahrhunderts. Mit Ausbruch des Krieges verließ Bonnefon Berlin.

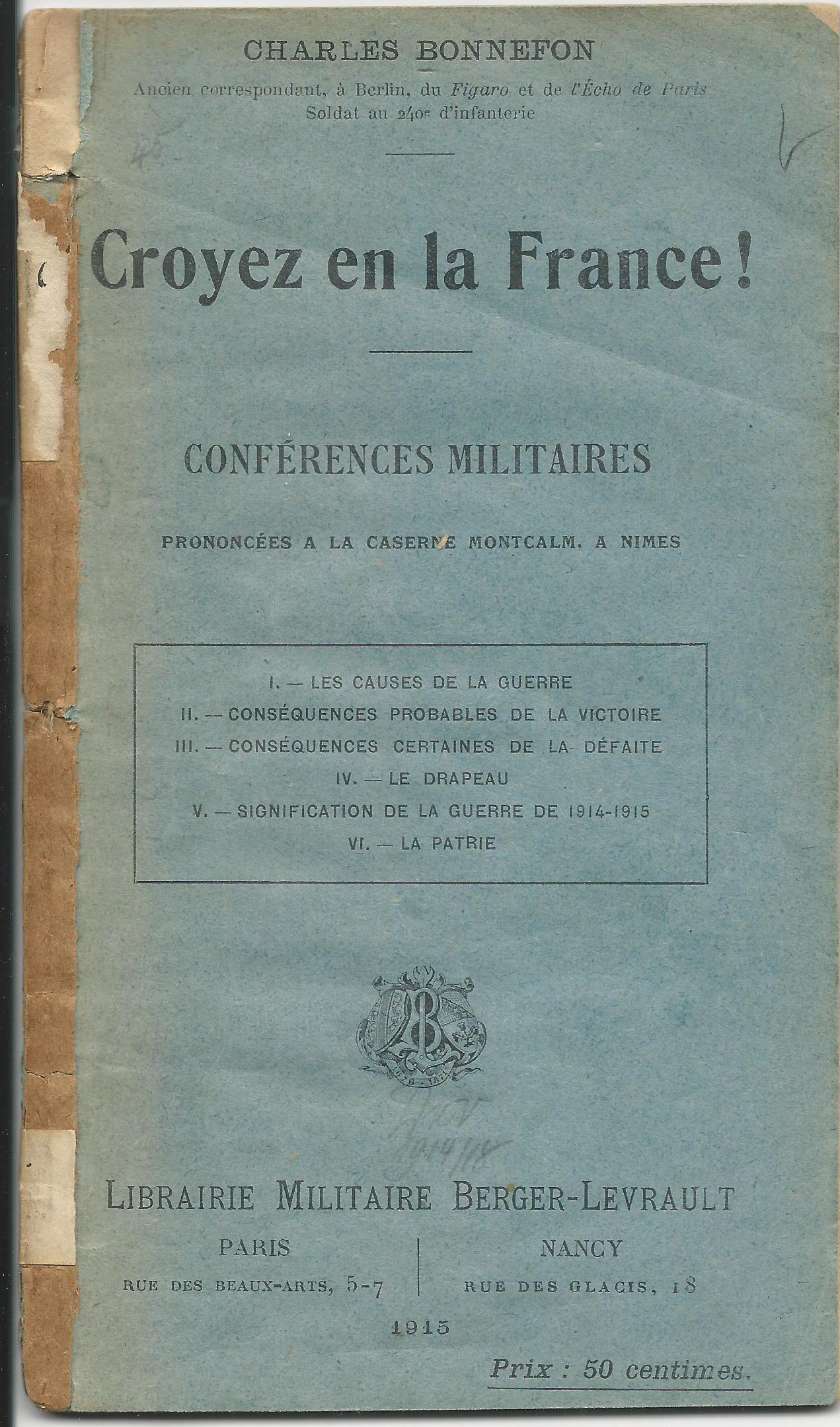
Glaubt an Frankreich! (1915)

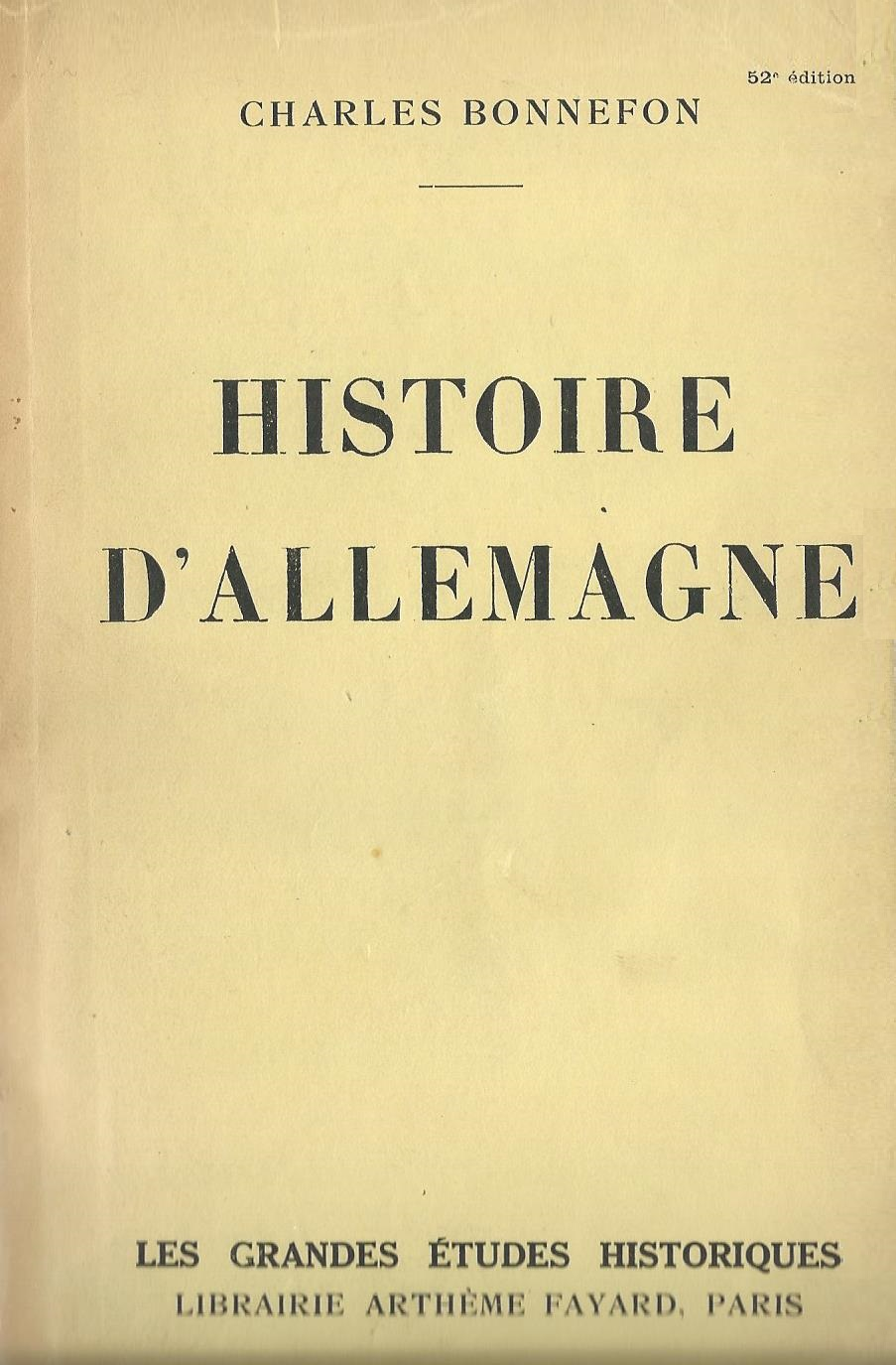
Die Geschichte Deutschlands, 52. Auflage (1925/1940)

### Militärische Karriere
1891 wurde Hector Jules Charles Bonnefon, Theologiestudent in Montauban, wehrerfasst. Wegen einer höhergradigen Kurzsichtigkeit von 5 dpt. wurde er den Hilfsdiensten (Service auxiliaire) zugeteilt. Er war, so die Erfassung, 1,69 groß, blauäugig, hatte dunkelbraune Haare und war ohne besondere Kennzeichen. Im Ersten Weltkrieg wurde Bonnefon zunächst als einfacher Soldat eingezogen, später Truppenoffizier, er war Kriegsteilnehmer gegen Deutschland vom 29. Oktober 1914 bis zum 7. Dezember 1918. Zuerst wurde er dem 117. Infanterieregiment, ab dem 29. April 1915 dem 58. Infanterieregiment zugeteilt. Vom einfachen Korporal stieg er zum Unteroffizier, Sergeant, am 13. Oktober 1916 zum Sous-Lieutenant (Leutnant) und am 22. August 1917 zum Lieutenant (Oberleutnant) auf. Am 9. Dezember 1918 wurde er demobilisiert, nach Paris 9, 26 rue Trudaine. Er blieb mit Datum vom 11. Juli 1919 auf seinen Wunsch dem 58. Infanterieregiment zugeordnet. Er hielt patriotische Reden und veröffentlichte Kriegserinnerungen, so über die Angriffe des Kronprinzen im Argonne, über den Frühling im Orient, den Parthenon als Militärposten.

### Nach dem Ersten Weltkrieg
Als Korrespondent des Écho de Paris hatte er Zugang zu bedeutenden Politikern, so interviewte er im Februar 1919 Josef Pilsudski, den Oberbefehlshaber der polnischen Truppen und späteren Führer des wieder gegründeten unabhängigen polnischen Staates. 1925 veröffentlichte er eine Histoire d'Allemagne, die Geschichte Deutschlands; bis 1943 erfuhr sie 52 Auflagen und wurde in zwei Sprachen übersetzt. Im Vorwort, in dem er sich als Insider bezeichnet, benennt er die wichtigen Unterschiede Deutschlands und Frankreichs: Für den Deutschen sind es Disziplin und Gehorsam, für den Franzosen Freiheit und Gleichheit. Französische Studenten diskutieren und kritisieren, die deutschen singen und unterwerfen sich. Gehorsam und Unterwerfung werden als Loyalität und Treue beschönigt. Die Deutschen seien ein wunderbares Volk von Vorarbeitern, im Dienst einer wohl organisierten Fabrik.
In den zahlreichen, sehr wohlwollenden Kritiken und Interviews zu seinem Buch finden sich biographische Bemerkungen, so will er noch vor der Jahrhundertwende von dem damaligen französischen Gesandten, Jules Herbette, erfahren haben, dass mit den Deutschen nichts anzufangen sei, sie wollten alles haben und nichts dafür geben. Alle französischen Zugeständnisse hätten zu nichts geführt, nur dazu, Frankreich gegen England aufbringen zu wollen. Die Feiern des 25. Jahrestags der Schlacht von Sedan hätten Bonnefons letzte Illusionen zerstört: Von ihren Gelehrten, Professoren und Generälen geleitet wäre die Nation in einen Überschwang von roher Begeisterung, einer großartigen, beunruhigenden patriotischen Trunkenheit, ausgebrochen. Von dem Moment an schien ihm der Krieg unvermeidbar. Dennoch habe er noch lange geglaubt, dass die Drohungen und das Säbelrasseln nur Bluff wären, seit 1912 aber habe er ununterbrochen gewarnt, vor dem Deutschland, das er geliebt habe und welches er nun als ein Raubtier anprangern musste, das sich sammelt, um zuzuschlagen.

### Autor und Philosoph
Bonnefon war den schönen Künsten zugetan. Er schrieb Gedichte und Theaterstücke, die als Manuskripte erhalten sind, aber wohl nie aufgeführt wurden. Ein Großteil seiner Gedichte ist in alten Taschenkalendern festgehalten, sie wurden bislang nicht transkribiert. Seine Herkunft aus der protestantischen Theologie führte ihn zu einem laizistischen Freidenkertum, das er in seinem ersten Buch Dialogue sur la vie et sur la mort, suivi de quelques méditations sur les mêmes sujets 1911 festhielt. Schon Bonnefons Vater war Sekretär der Revue d’histoire littéraire de la France gewesen. Charles hat dessen umfangreiches Werk Les écrivains modernes de la France, depuis le premier Empire jusqu’à nos jours ergänzt und um die Zeit von 1880 bis in die Zwischenkriegszeit fortgesetzt.

### Familie
Charles war verheiratet mit Louise Élise (Lucy) Teulon (1875–1947). Sie hatten drei Kinder: Henri (1905–1997), Marcel (1905–?) und André Charles, geboren in Berlin (1908–1983). Letzterer ehelichte am 4. August 1933 Hélène Marguerite Mossler, die Tochter eines Straßburger Architekten: sie hatten drei Kinder. Er war 1927 Absolvent der École Polytechnique und ging in den Energie- und Telekommunikationsbereich: 1932 wurde er Ingenieur bei der PTT in Straßburg, Wehrdienst leistete er 1939 und 1940. Nach der Demobilisierung bei der PTT in Nancy tätig, wurde er 1942 ins Postministerium berufen und Chefingenieur für das Bau- und Transportwesen der Post. Nach der Befreiung wurde ihm die Regionaldirektion der PTT für Elsass-Lothringen in Straßburg anvertraut, wo er über 20 Jahre tätig war. 1964 wurde er Generalingenieur der PTT bis zur Pensionierung 1978. Er war Offizier der Ehrenlegion und Kommandeur des Ordre national du Mérite. Seine sozialen Interessen galten dem Kinderschutz. Von den drei Kindern lebt eine Tochter heute noch in Straßburg.
Ein jüngerer Bruder von Charles war Louis Maurice Bonnefon, geboren am 11. April 1873 in Alès, gestorben am 7. Juli 1952 in Paris. Er war von einem Seidenfabrikanten in der Turiner Gegend, Septème Craponne, adoptiert worden, hatte dessen Fabrik übernommen und nannte sich seither Bonnefon-Craponne. Er gründete u. a. die Handelskammer von Turin und kam 1927 zurück nach Frankreich, wo er in Paris Direktor des Office national du commerce extérieur wurde. Schon 1921 war er Chevalier, später dann Großoffizier der Ehrenlegion. Er hatte maßgeblichen Anteil an der Erleichterung der Teilnahme Deutschlands bei der Weltfachausstellung Paris 1937.
Ein weiterer Bruder war Georges Bonnefon, geboren am 2. Juli 1884, der sich bereits als Medizinstudent in Lyon 1904 für drei Jahre Militärdienst verpflichtet hatte und sich dann in Bordeaux zum Ophthalmochirurgen ausbilden ließ. Von ihm ist neben ophthalmologischen Fachveröffentlichungen zu erfahren, dass er 1913 auf seinem Pferd „Monsieur Fakin“ einen Preis im „Concours hippique de Bordeaux“ gewann. Im Weltkrieg war er in verschiedenen Militärkrankenhäusern tätig, anschließend wieder in Bordeaux, wo er unter anderem über kriegsbedingte Giftgasschädigungen und Erblindungen arbeitete.

## Werke
- Le rêve de Guillaume II. P. Ollendorff, Paris 1901.
- Le théâtre en Allemagne. Le theatre 184, Manzi, Joyant et Cie. August 1906.
- Dialogue sur la vie et sur la mort, suivi de quelques méditations sur les mêmes sujets. Fischbacher, Paris, 3. Auflage 1911.
- Berlin 1907. In: Figaro illustré. 26. Jahrgang, Nr. 208, Juli 1907.
- Croyez en la France, six conférences militaires prononcées à la caserne Montcalm, à Nîmes: les causes de la guerre, conséquences probables de la victoire, conséquences certaines de la défaite, le drapeau, signification de la guerre de 1914–1915, la patrie. Berger-Levrault, 1915.
- Fusées dans la nuit… dans la mort. Un carnet de guerre. Fayard, Paris 1925.
- Histoire d'Allemagne. Fayard, Paris 1925 (52 Auflagen bis 1940).
- L'Aube fraîche et calme. Essai de philosophie générale en partie fondé sur des faits de guerre. Fayard, Paris 1926.
- Les écrivains modernes de la France, depuis le premier Empire jusqu'à nos jours, leurs vies et leurs oeuvres principales, avec une analyse, une appréciation et des citations de leurs chefs-d'œuvre. ouvrage faisant suite aux écrivains célèbres par D. Bonnefon; revu, remanié et augmenté pour la période de 1800 à 1880, continué pour la période de 1880 à nos jours par C. Bonnefon. Fayard, Paris 1927.
- David Lloyd George: Mémoires de guerre. Fayard, Paris 1934 (übersetzt von Charles Bonnefon).

## Zitat
Charles Bonnefon est, sans contredit, le Français qui connait le mieux l’Allemagne. Il y a vécu pendant plus de vingt ans, en qualité de correspondant des grands journaux parisiens. Il a approché toutes les célébrités du Reich, il a étudié tous les aspects de la vie germanique; il s’est tenu au courant de tout le mouvement politique, intellectuel, artistique, littéraire et économique. Il était impossible de trouver un homme plus qualifié pour écrire une histoire d’Allemagne, à l’usage du grand public.

„Charles Bonnefon ist zweifelsfrei derjenige Franzose, der Deutschland am besten kennt. Als Korrespondent der großen Pariser Zeitungen lebte er dort über zwanzig Jahre. Er hatte Kontakt zu allen Berühmtheiten des Reiches, er betrachtete alle Aspekte des deutschen Alltags und hielt sich über alle politischen, intellektuellen, künstlerischen, literarischen und wirtschaftlichen Strömungen auf dem Laufenden. Es gibt kaum jemanden, der besser geeignet wäre, eine Geschichte Deutschlands für die breite Öffentlichkeit zu schreiben.“